# La Lacque
La Lacque is een gehucht in de Franse gemeente Aire-sur-la-Lys in het departement Pas-de-Calais. Het ligt in het zuidoosten van de gemeente, drie kilometer ten zuidoosten van het stadscentrum van Aire-sur-la-Lys, tegen de grens met buurgemeente Isbergues. Het sluit aan op het gehucht La Roupie in Isbergues. Langs het gehucht stroomt het riviertje de Lacque, ten noorden loopt het Canal d'Aire.

## Geschiedenis
Een oude vermelding van de plaats dateert uit de 13de eeuw als Le Lace. Op de 18de-eeuwse Cassinikaart is het gehucht aangeduid als Lacque Millette. Het was afhankelijk van de parochie van de Église Saint-Pierre in Aire-sur-la-Lys.
In 1880 werd ten noorden van La Lacque het Canal d'Aire aangelegd.
Aire-sur-la-Lys · Garlinghem · Glomenghem · Grand Neufpré · Houleron · La Jumelle · La Lacque · Lenglet · Mississippi · Moulin le Comte · Pecqueur · Petit Neufpré · Rincq · Saint-Martin · Saint-Quentin · Widdebrouck

Lijst van Franse gemeenten · Arrondissement Sint-Omaars · Pas-de-Calais · Hauts-de-France